# Das liberale Manifest

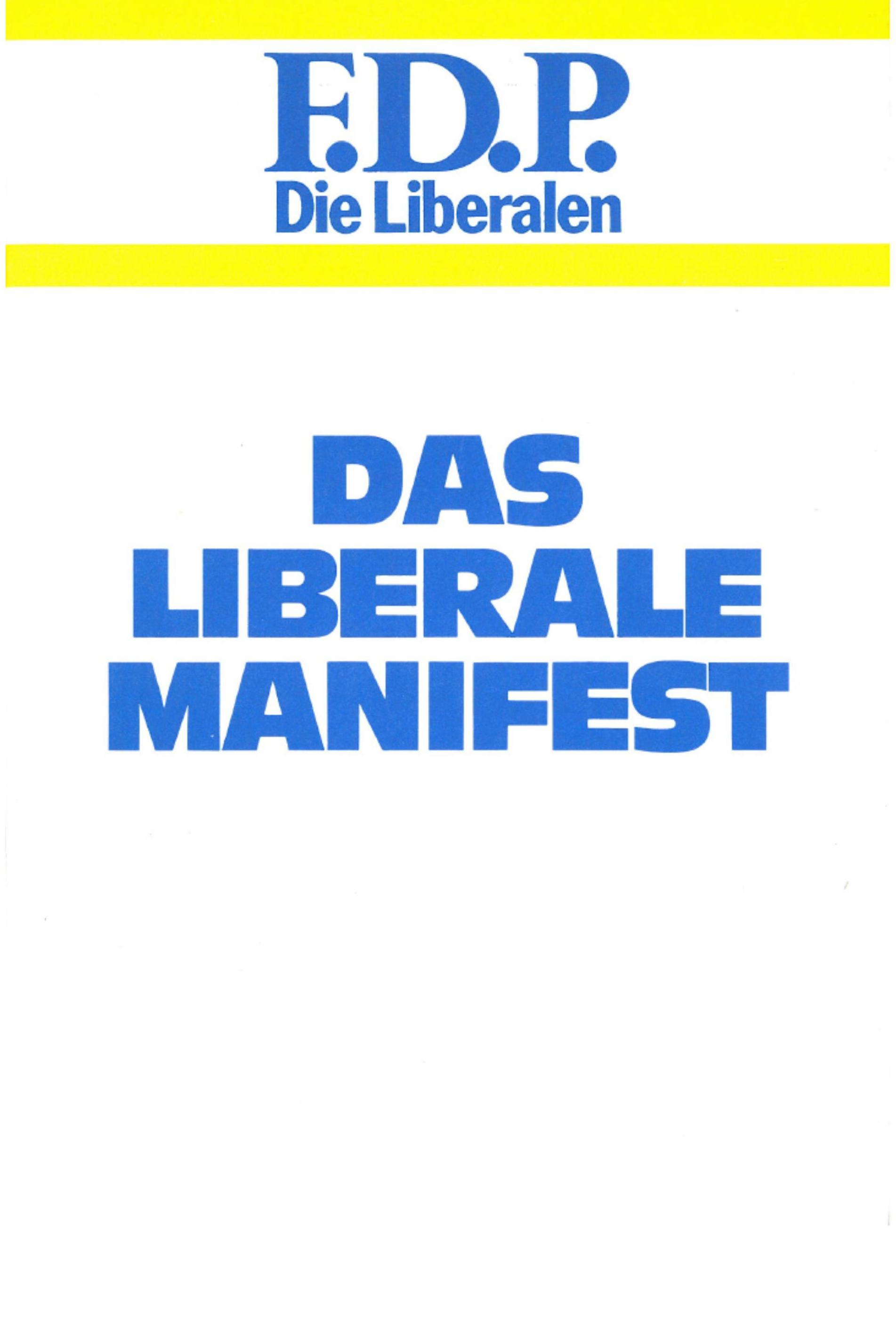
Broschüre: Das liberale Manifest

Das liberale Manifest, eigentlich Das liberale Manifest der Freien Demokratischen Partei „Zukunftschance Freiheit. Liberales Manifest für eine Gesellschaft im Umbruch“, war das Grundsatzprogramm der FDP von 1985 bis 1997. Es wurde auf dem 36. ordentlichen Bundesparteitag der FDP in Saarbrücken am 24. Februar 1985 beschlossen. Das liberale Manifest löste die Kieler Thesen von 1977 ab.

## Hintergrund
Der Liberalismus ist die älteste der modernen politischen Bewegungen. Er entstammt der Epoche der Aufklärung. Die Freie Demokratische Partei (FDP) steht in der Tradition des klassischen Liberalismus, sie ist jedoch eine politische Neugründung der Nachkriegszeit in den drei westlichen Besatzungszonen.
Die Freiburger Thesen der FDP von 1971 waren das erste Parteiprogramm der bedeutenden westdeutschen Parteien, das einen eigenen Abschnitt zum Umweltschutz enthielt: „Umweltschutz hat Vorrang vor Gewinnstreben und persönlichem Nutzen.“ Sie wurden jedoch 1977 von den wirtschaftliberaleren Kieler Thesen abgelöst.
Der Regierungswechsel im Herbst 1982 machte Helmut Kohl erstmals zum Bundeskanzler. Die Bundestagswahl 1983 brachte zum ersten Mal die Grünen als Umweltpartei in das Parlament, und die FDP hatte den Einzug in das Parlament nur knapp geschafft. Bei der Europawahl ein Jahr später blieb die FDP unter der parlamentarischen Fünf-Prozent-Hürde.
Auf dem 36. ordentlichen Bundesparteitag der FDP 1985 wechselte dann die Parteispitze. Hans-Dietrich Genscher wurde von Martin Bangemann als Parteivorsitzender abgelöst. Es erfolgte darauf eine Parteiprogrammdebatte.

## Inhalt
Das Liberale Manifest für eine Gesellschaft im Umbruch war ein Rückgriff auf die sozial-liberalen, ökologischen „Freiburger Thesen“ von 1971. Die veränderten wirtschaftlichen Verhältnisse und Probleme mit dem Wohlfahrtsstaat wurden berücksichtigt. Es folgte der Wiedereinzug in verschiedene Landesparlamente und die „Wiederauferstehung“ bei der Bundestagswahl 1987 mit rund neun Prozent der Stimmen.